# Pales abdita
Pales abdita är en tvåvingeart som beskrevs av Cerretti 2005. Pales abdita ingår i släktet Pales och familjen parasitflugor. Inga underarter finns listade i Catalogue of Life.